# Keildach

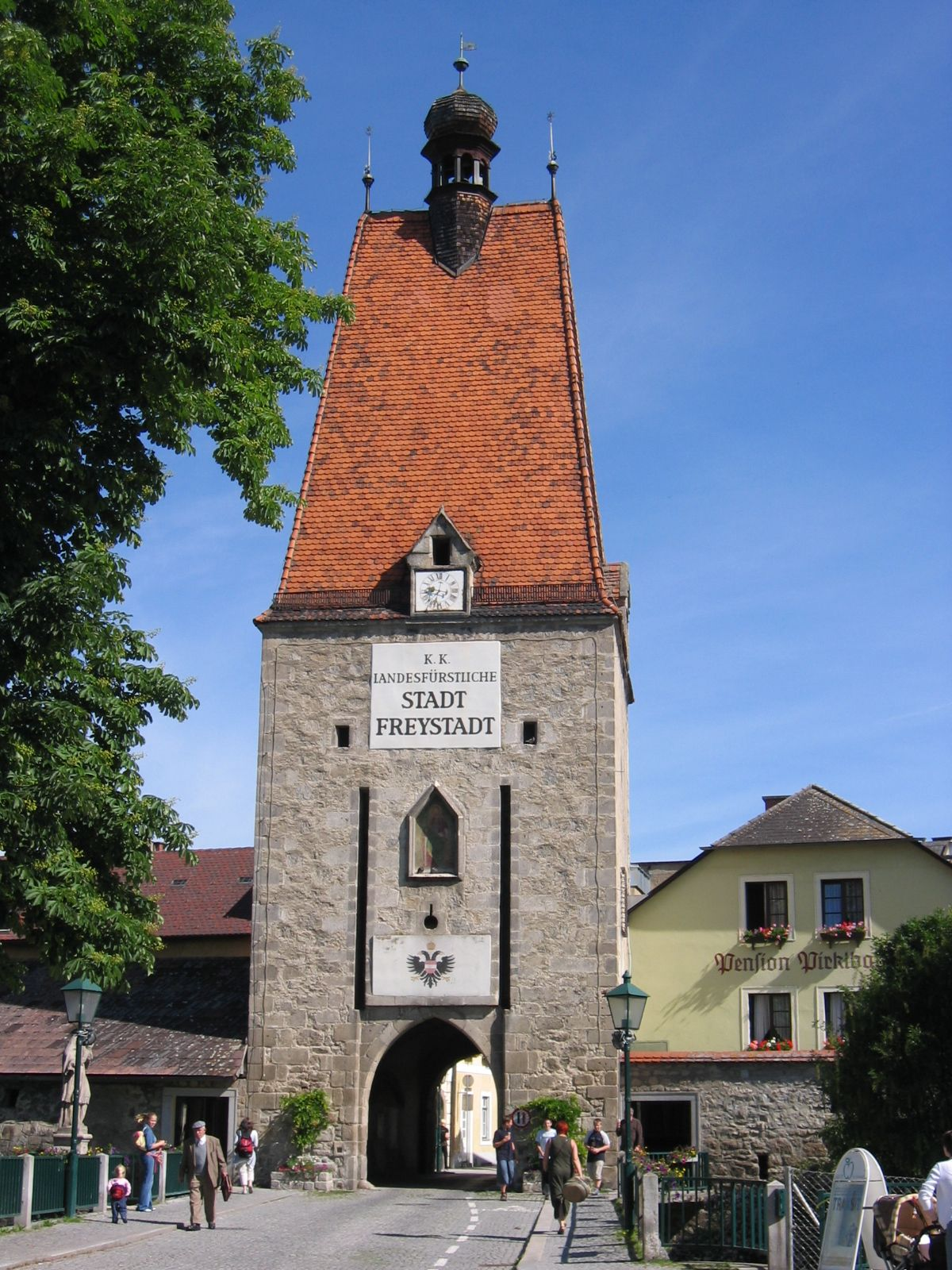
Keildach mit Dachreiter auf dem Linzertor in Freistadt

Ein Keildach ist in der historischen Architektur eine Dachform, die als besonders steile Variante des Walmdachs vor allem als Bekrönung von Turmbauten verwendet wurde.

## Begriff
Der in Architekturwörterbüchern nicht geführte Begriff Keildach wird von einigen Bauhistorikern in Baubeschreibungen – vor allem in Österreich – verwendet, so u. a. in Kunstdenkmäler-Inventaren und in Reclams Kunstführern. Eine der frühesten Begriffsverwendungen lässt sich in den 1860er Jahren bei dem kunsthistorisch interessierten Schriftsteller Adalbert Stifter nachweisen. Die Begriff ist deswegen terminologisch nützlich, um eine bestimmte Zwischenform von Turmdächern zu bezeichnen und diese von Zeltdächern und Turmhelmen zu unterscheiden.
In seltenen Fällen wird der Begriff Keildach auch für Pultdächer verwendet.

## Form, Konstruktion und Verwendung
Das Keildach hat die Erscheinung eines hoch aufragenden spitzen Keils und entwickelt seine Form auf einem rechteckigen Grundriss, weswegen es formal mit dem Zeltdach bzw. Turmhelm auf quadratischem Grundriss verwandt ist. Das Keildach unterscheidet sich jedoch durch das Vorhandensein eines Firstes, der meist relativ kurz ausfällt, aber gelegentlich noch Platz für einen Dachreiter bietet. Eine Sonderform des Keildachs ist polygonal abgewalmt.
Das Keildach ist in der Regel eine zimmermannsmäßige Dachkonstruktion, die alle Bauteile auch eines hölzernen Turmhelms enthält. Die Dachdeckung des Keildachs ist formunabhängig und kann aus Ziegeln, Schiefer oder Blechen bestehen.

Keildächer sind eine stilistische Erscheinung spätgotischer Architektur und entsprechend auch der Neugotik. Verwendung fanden Keildächer vor allem auf Kirchtürmen, aber auch auf profanen Bauten, wie Stadttoren und Bergfrieden.

Beispiele
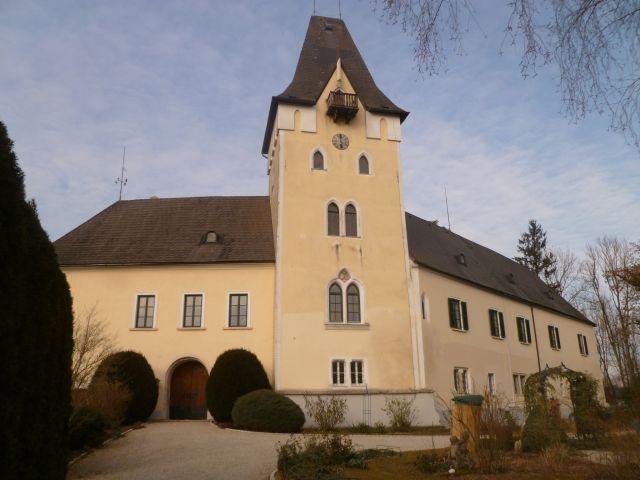
Keildach beim Schloss Allmeg
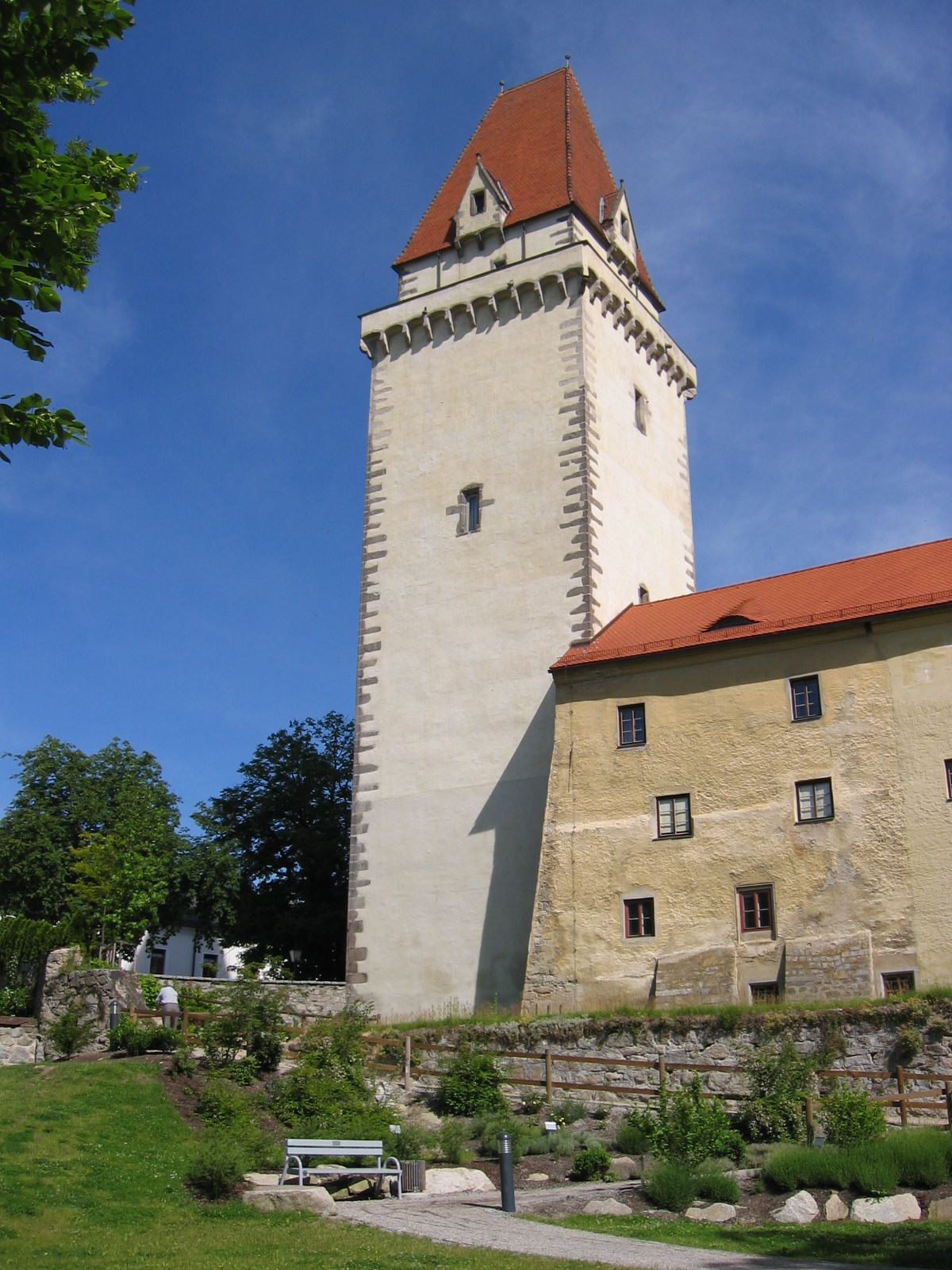
Keildach auf dem Bergfried von Schloss Freistadt
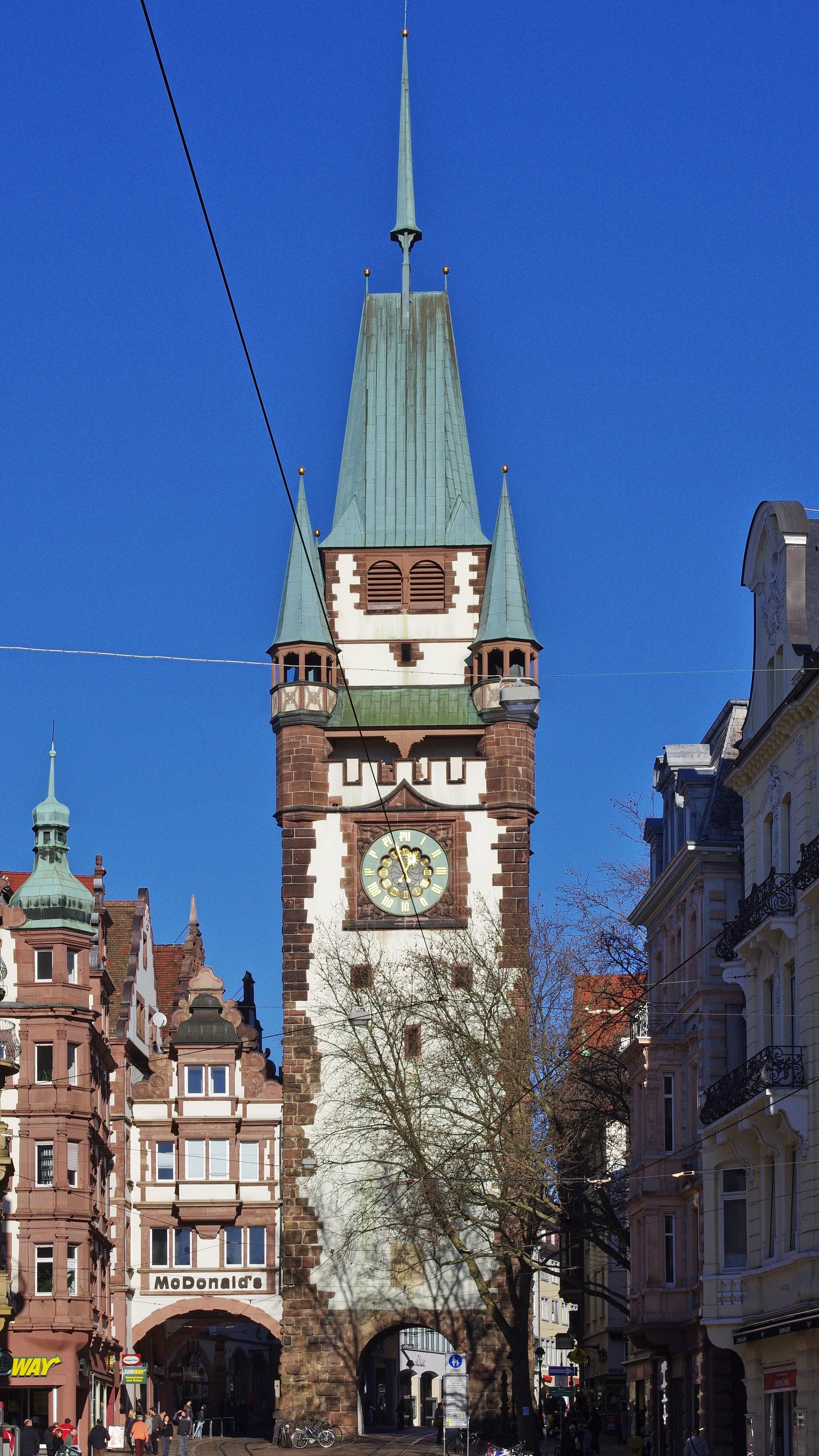
Polygonal abgwalmte Sonderform des Keildachs auf dem Martinstor in Freiburg/Breisgau
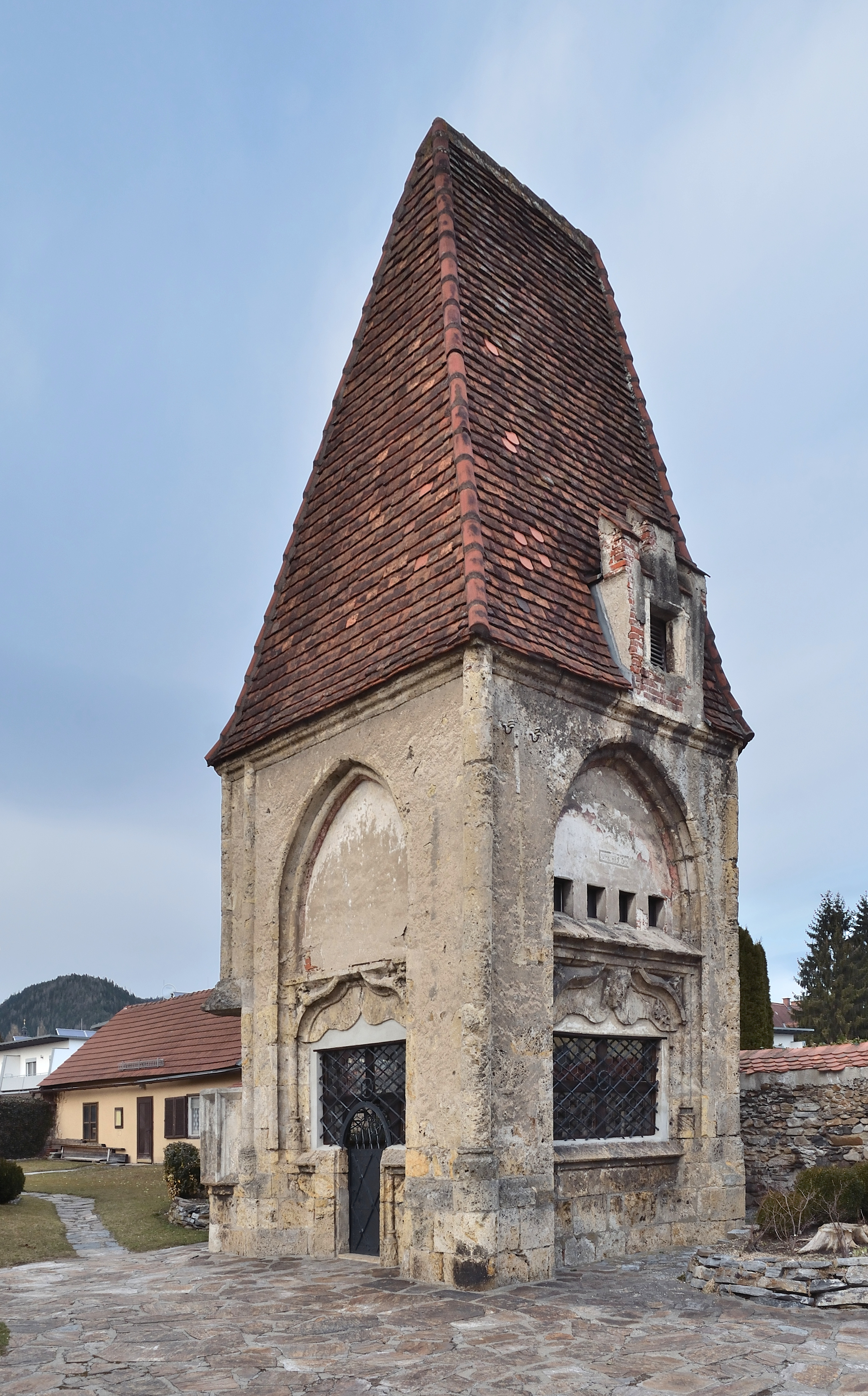
Keildach auf der Sebastianskapelle, Sankt Marein
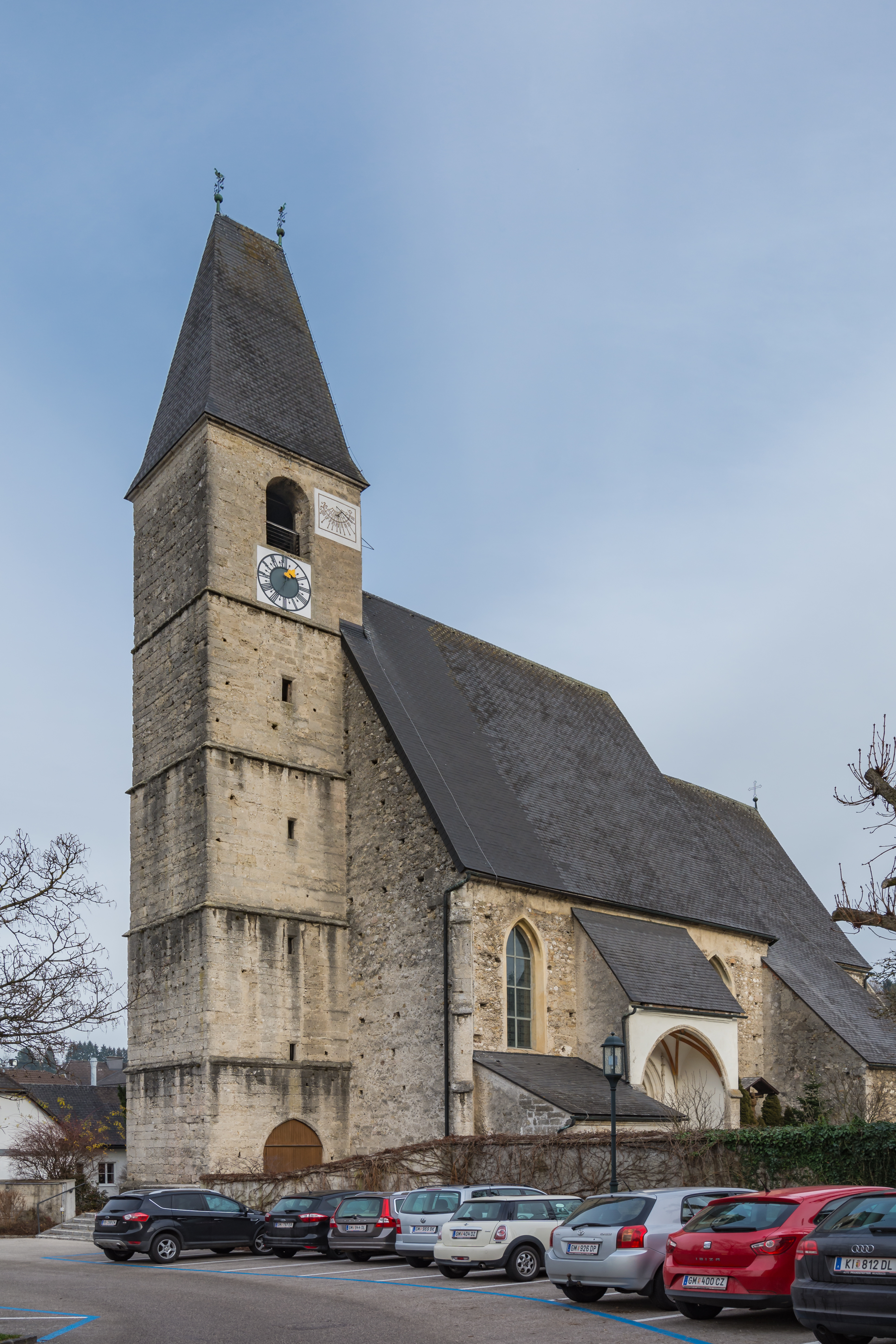
Keildach auf dem Turm der Pfarrkirche Laakirchen
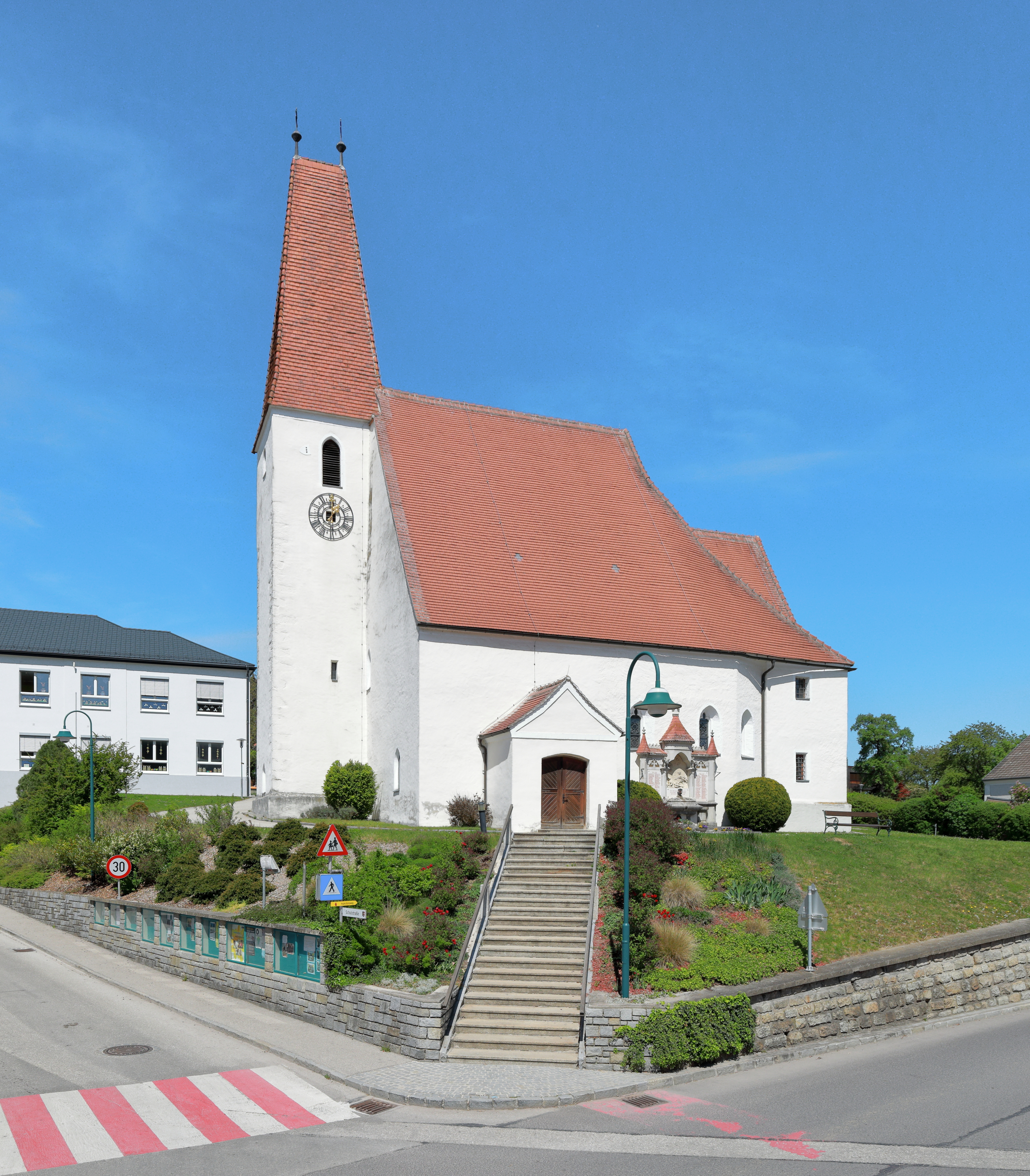
Keildach auf dem Turm der Pfarrkirche Zeillern
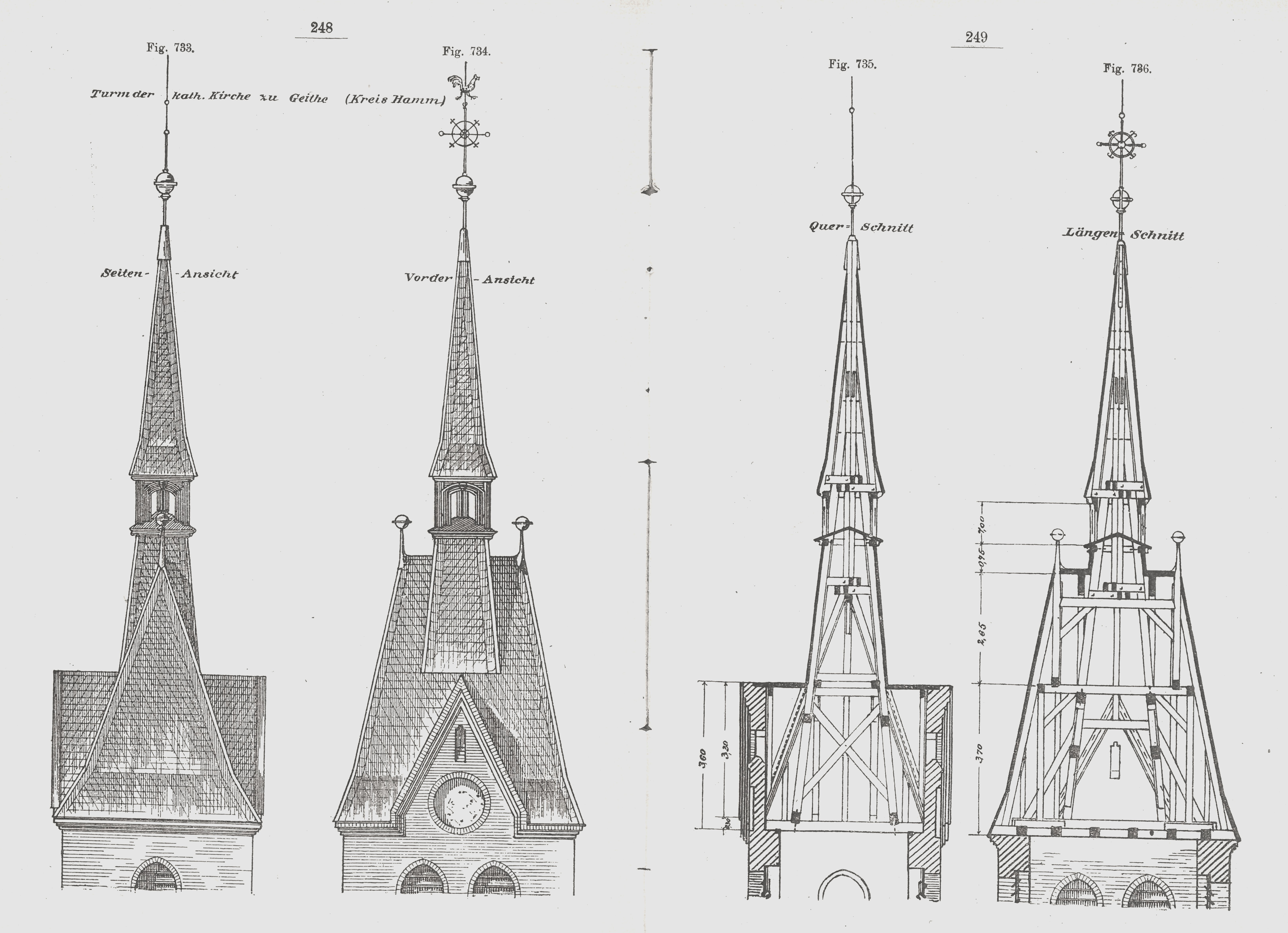
Keildach mit Dachreiter der katholischen Kirche St. Antonius in Hamm-Geithe (Lehrbuchzeichnungen mit Ansichten und Schnitten von Adolf Opderbecke, 1905[4])
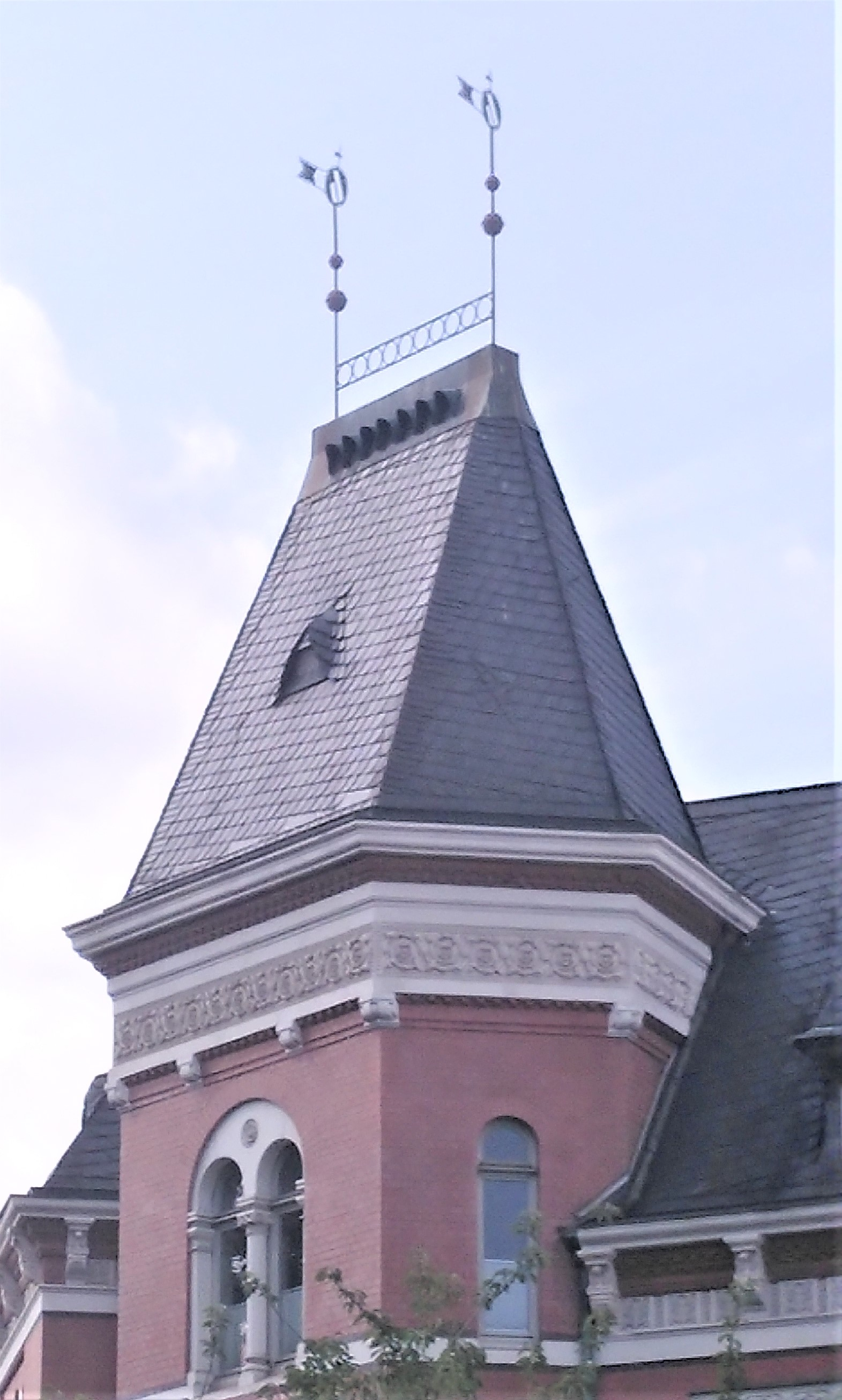
Sonderform: Keildach auf einem gestreckten Sechseck-Grundriss (Hannover, Hohenzollernstraße 4, um 1898[5])